# Stjepan Šulek
Stjepan Šulek (Zagreb, 5. kolovoza 1914. – Zagreb, 16. siječnja 1986.) bio je hrvatski violinist, skladatelj, dirigent, glazbeni pedagog i akademik.

## Životopis
Stjepan Šulek je na Muzičkoj akademiji u Zagrebu studirao i 1936. diplomirao violinu u razredu znamenitoga Vaclava Humla. Kao skladatelj i dirigent bio je uglavnom samouk, ali je svoje skladateljsko umijeće povremeno ipak upotpunjavao podukom kod Blagoja Berse. Isprva je djelovao kao komorni glazbenik i dirigent, pa je tako od 1933. do 1938. bio član orkestra Radio Zagreba, od 1935. do 1938. svirao u glasovirskom triju s pijanistom Ivom Mačekom i violončelistom Stankom Žepićem, a potom od 1939. do 1945. i u triju s Mačekom i Antoniom Janigrom. Od 1936. do 1938. bio je i prvi violinist Zagrebačkog kvarteta. Osim koncertiranja, Šulek je u to vrijeme počeo djelovati i kao glazbeni pedagog: tako je od 1939. do 1941. bio profesor violine tadašnje Srednje škole Muzičke akademije, zatim u vihoru Drugoga svjetskoga rata od 1941. do 1945. profesor Učiteljske škole, da bi od 1945. do 1947. bio docent violine i potom od 1948. pa sve do 1975. profesor kompozicije na Muzičkoj akademiji u rodnome gradu. Sve do 1952. Šulek je često nastupao kao violinist, a od 1958. do 1964. djelovao je i kao dirigent Komornog orkestra RTV Zagreb. Od 1948. bio je dopisni, a od 1954. i redoviti član JAZU (danas HAZU) te dugogodišnji tajnik Razreda za glazbenu umjetnost.
Kao ugledni glazbeni pedagog i profesor kompozicije na Muzičkoj akademiji u Zagrebu, Šulek je odgojio i skladateljskom umijeću znalački podučio mnoge poznate suvremene hrvatske skladatelje, primjerice Milka Kelemena, Stanka Horvata, Dubravka Detonija, Pavla Dešpalja, Davorina Kempfa i Igora Kuljerića. Iako su Šulekovi studenti poslije krenuli drukčijim glazbenim smjerovima, svi su uvijek – djelima i riječima – izražavali veliku zahvalnost svome učitelju za otkrivene im tajne skladateljskoga zanata. Mnogi ugledni hrvatski muzikolozi i danas smatraju da je Šulek svojim pedagoškim djelovanjem iznimno pridonio podizanju zanatske razine skladanja u Hrvatskoj.
Poput mnogih suvremenika, i Šulek je u početku skladao djela obilježena folklorim prizvukom, ali je vrlo brzo napustio taj tzv. nacionalni smjer u hrvatskoj glazbi. No nije bio sklon ni avangardnim glazbenim stremljenjima. U svim je njegovim skladbama primjetan visoki profesionalizam i besprijekorno skladateljsko umijeće. Njegov se stil može smatrati neoklasičkim, iako u svojim djelima zapravo sjedinjuje baroknu motoriku i polifoniju, klasičke glazbene oblike i romantičarsku izražajnost. Harmonijski se zadržavao u okvirima tonalitetnosti uz dosljedno protivljenje atonalitetnosti i bilo kakvim suvremenijim glazbenim stremljenjima. Kao izraziti majstor oblika i instrumentacije, Šulek je skladao pretežito opsežna djela za orkestar. Skladateljski mu opus obuhvaća osam simfonija, četiri Klasična koncerta (za orkestar), deset solističkih koncerata te drugih djela, u kojima se potvrdio kao izraziti simfoničar. Sličnoga se skladateljskog pristupa nije odrekao ni u svojim dvjema operama, Koriolanu i Oluji.
Šulek je vlastiti humanizam utkao u mnoga svoja glazbena ostvarenja, skladajući djela prožeta idejom o nužnosti pobjede dobra i humanosti nad svim ljudskim nevoljama. No zbog svojega se izrazitoga konzervativizma i protivljenja suvremenim stremljenjima u glazbi 20. stoljeća svojedobno često sukobljavao s avangardnim skladateljima okupljenima 1960-ih i 1970-ih oko zagrebačkoga Muzičkoga biennala, od kojih su neki bili i njegovi bivši studenti. Unatoč tim neslaganjima, neosporna je činjenica da je Šulek svojim umjetničkim i pedagoškim djelovanjem trajno obilježio i zadužio glazbenu sredinu u kojoj je djelovao.

### NagradaStjepan Šulek
Fond Stjepan Šulek od 1993. redovito dodjeljuje nagradu koja nosi ime Stjepana Šuleka, glazbenika koji je svojim djelovanjem ostavio neizbrisiv trag u hrvatskoj glazbi 20. stoljeća. Nagrada je simbolički povezana s dvije Šulekove najznačajnije umjetničke djelatnosti, pa se stoga svake godine naizmjenično dodjeljuje jednome skladatelju, odnosno violinistu. Sastoji se od diplome i novčanog iznosa, te predstavlja vrijedno priznanje nagrađenim mladim glazbenicima za njihova umjetnička postignuća, ali i poticaj za nova ostvarenja.

## Djela (izbor)

### Skladbe za orkestar
- Prva simfonija u a-molu (1942. – 1944.)
- Prvi klasični koncert, za simfonijski orkestar (1944.)
- Druga simfonija u D-duru "Eroica" (1946.)
- Treća simfonija u e-molu (1948.)
- Drugi klasični koncert, za gudački orkestar (1952.)[8][9]
- Četvrta simfonija u d-molu (1954.)
- Treći klasični koncert, za gudački orkestar (1957.)
- Peta simfonija u c-molu (1964.)
- Šesta simfonija (1966.)
- Scientiae et arti, svečani prolog za orkestar (1966.)
- Epitaf (jednoj izgubljenoj iluziji) (1971.)
- Sedma simfonija (1979.)
- Osma simfonija u F-duru (1981.)
- Četvrti klasični koncert, za simfonijski orkestar (1983.)

### Solistički koncerti
- Prvi koncert za klavir i orkestar u B-duru (1949.)
- Koncert za violončelo i orkestar (1949.)
- Drugi koncert za klavir i orkestar u cis-molu (1952.)
- Treći koncert za klavir i orkestar (1970.)
- Koncert za violinu i orkestar (1951.)
- Koncert za fagot i orkestar (1958.)
- Koncert za violu i orkestar (1959.)
- Koncert za klarinet i orkestar (1967.)
- Koncert za rog i orkestar (1972.)
- Koncert za orgulje i orkestar, Memento (1974.)

### Sonate i komorna glazba
- Prva sonata za klavir (1947.)
- Sonata za violinu i klavir (1972.)
- "Vox Gabrieli", sonata za trombon i klavir (1973.)[10]
- Sonata za violončelo i klavir (1975.)
- Klavirski sekstet (1975.)
- Druga sonata za klavir (1978.)
- Treća sonata za klavir (1980.)
- Moje djetinjstvo – ciklus od pet gudačkih kvarteta (1984. – 1985.)

### Vokalne skladbe
- kantata Zadnji Adam (1964.)
- Pjesma mrtvog pjesnika, 12 pjesama za glas i klavir na stihove Dobriše Cesarića (1970.)
- Strah, 7 pjesama za glas i klavir na stihove Đure Sudete (1975.)
- Bašćanska ploča, za mješoviti zbor a cappella (1980.)

### Scenska djela
- opera Koriolan (1953. – 1957.), libreto prema istoimenoj tragediji Williama Shakespearea napisao skladatelj
- opera Oluja (1969.), libreto prema istoimenoj komediji Williama Shakespearea napisao skladatelj
- balet De veritate (1977.)

## Nagrade i priznanja
Stjepan Šulek je za svoja umjetnička postignuća nagrađen mnogim uglednim nagradama i javnim priznanjima, među kojima se ističu:
- dvije nagrade Vlade FNRJ (1946. i 1949.)
- četiri nagrade Grada Zagreba (1955., 1958., 1960. i 1964.)
- 1961. – nagrada Milka Trnina
- 1973. – nagrada Vladimir Nazor za životno djelo
- 1979. – nagrada Andrija Patricij Petrić Osorskih glazbenih večeri
- 1981. – Vjesnikova nagrada Josip Štolcer Slavenski
- Orden Republike sa srebrnim vijencem[3]

## Vanjske poveznice
- Šulek, Stjepan Hrvatska enciklopedija. LZMK (životopis)
- Petar Zdravko Blajić: »Glazbenik Stjepan Šulek. In memoriam« (str. 89-90.)
- Siriščević, Mirjana: »Tradicija i postmoderna. Uz desetu obljetnicu smrti Stjepana Šuleka (1914. – 1986.)« u: Društvena istraživanja, Zagreb / God. 5  (1996.), br. 1 (21), str. 205-227.
- wam.hr – Stanko Horvat: »Stjepan Šulek«  Arhivirana inačica izvorne stranice od 11. prosinca 2012. (Wayback Machine) (engl.)
- wam.hr – Eva Sedak: »Stjepan Šulek – The Antiprogressive?«  Arhivirana inačica izvorne stranice od 11. prosinca 2012. (Wayback Machine) (engl.)
- www.culturenet.hr – 8. srpnja započinju Osorske glazbene večeri 2004. / Stjepan Šulek  Arhivirana inačica izvorne stranice od 23. rujna 2015. (Wayback Machine) (Dodi Komanov, tekst iz kataloga)
- Hrvatsko društvo skladatelja: Šulek, Stjepan
- HDS ZAMP – Stjepan Šulek (popis djela)
- wam.hr – Stjepan Šulek, diskografija (MIC)  Arhivirana inačica izvorne stranice od 11. prosinca 2012. (Wayback Machine)
- Discogs.com – Stjepan Šulek (diskografija)